# Radiotelescopio di Green Bank
Il radiotelescopio di Green Bank (Robert C. Byrd Green Bank Telescope, GBT), titolato al senatore della Virginia che raccolse i finanziamenti del congresso, è il più grande radiotelescopio al Mondo (diametro 100m) completamente orientabile È passato a gestione autonoma da ottobre 2016, scorporato dall'osservatorio del National Radio Astronomy Observatory (NRAO).
Il Green Bank Telescope opera in una fascia di lunghezze d'onda tra il millimetro ed il metro. L'area di raccolta (100 metri di diametro), l'apertura sbloccata ed una superficie accurata consentono un'eccellente sensibilità in tutte le frequenze operative di rilevamento (1-116 GHz). La completa orientabilità consente di scansionare l'85% della volta celeste. Il GBT è anche facilmente configurabile e aggiornabile con hardware nuovo e sperimentale. La capacità di mappatura ad alta sensibilità del GBT lo rendono fondamentale quando integrato ad altri osservatori tra cui l'Atacama Large Millimeter Array, l'Expanded Very Large Array, ed il Very Long Baseline Array. Il Green Bank Observatory è utilizzato anche per altre ricerche scientifiche, per molti programmi in materia di istruzione e di sensibilizzazione del pubblico e per la formazione di studenti ed insegnanti.
Il telescopio è operativo dal 2001 ed è stato costruito in seguito al crollo di un telescopio precedente di dimensioni simili (90m) costruito nel 1962 e crollato nel 1988 a causa di un cedimento strutturale

## Sito

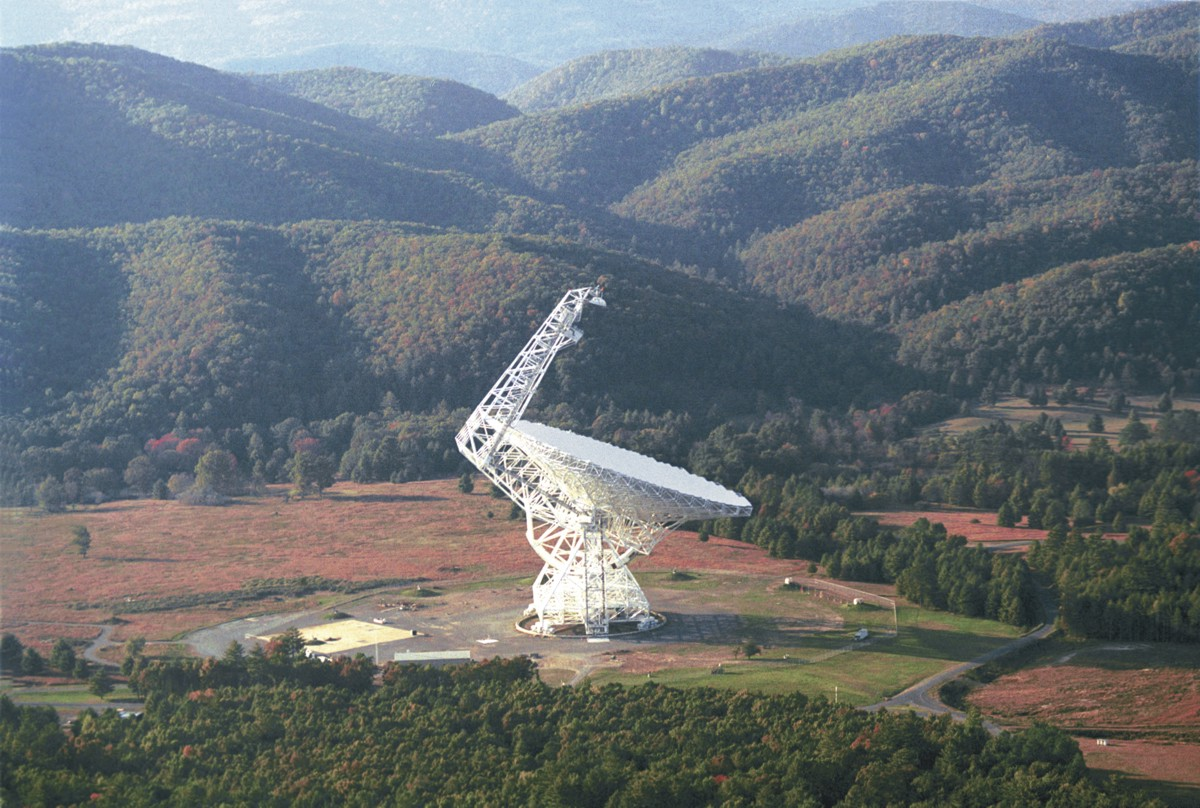
Il radiotelescopio visto dall'alto con i campi intorno

Il telescopio si trova vicino al cuore della United States National Radio Quiet Zone, una zona unica in Nord America, dove le autorità limitano tutte le trasmissioni radiofoniche per evitare le emissioni verso il GBT. La posizione del telescopio all'interno della zona di silenzio radio consente la rivelazione di segnali a radiofrequenza evitando l'interferenza di altri deboli segnali emessi dall'uomo. L'osservatorio confina con la Foresta Nazionale, ed i monti Allegheny, schermando da ulteriori interferenze radio.

## Descrizione
Il radiotelescopio ha una configurazione gregoriana, con una superficie attiva di 100 x 110 metri composta da 2004 pannelli, la cui esatta posizione è controllata da 2209 attuatori, piccoli motori in grado di correggerne l'allineamento. Le frequenze operative vanno da 290 MHz a 100 GHz

## Ricerca e risultati scientifici
- Tra le scoperte più importanti, da segnalare quella del 2002, in cui furono individuate tre nuove pulsar al millisecondo nell'ammasso globulare M62, e del 2006, quando fu scoperto un grande campo magnetico a spirale nel complesso molecolare di Orione. Inoltre, nel 2006 è stata scoperta la stella di neutroni più massiccia ad oggi rilevata, vaste nubi molecolari attorno a varie galassie e molecole complesse. Un elenco aggiornato delle scoperte può essere consultato sul sito delle pubblicazioni[2] del GBT
- Osservazioni effettuate all'interno del cluster globulare Terzan 5 distante circa 19000 al, hanno consentito di identificare 38 pulsar millisecondo riducendo le probabilità della precedente supposizione che il cluster fosse il residuo di una galassia nana con al centro un buco nero supermassiccio.[3][4]